# 小橋里美
小橋 里美（こばし さとみ、1990年12月21日 - ）は、日本の女性声優。マウスプロモーション所属。栃木県出身。

## 略歴
東京アニメーションカレッジ専門学校卒業。マウスプロモーション付属俳優養成所26期。

## 人物
趣味・特技はソフトテニス、絵をかくこと。

## 出演

### テレビアニメ
2013年
- アイカツ! -アイドルカツドウ!-

2014年
- 神々の悪戯（ロキ・レーヴァテイン〈幼少期〉）
- ジョジョの奇妙な冒険 スターダストクルセイダース（子供B）

2016年
- 一人之下 the outcast（獣）
- 文豪ストレイドッグス（克己）
- Bloodivores（ミリュウ幼少期）
- ViVid Strike!（クラスメイト）

2017年
- ベルセルク（少年）
- お酒は夫婦になってから（マンゴー）

2018年
- バジリスク 〜桜花忍法帖〜（碁石才蔵〈幼少期〉）
- 立花館To Lieあんぐる（カマドウマ、このみの祖母）
- おしりたんてい（2018年 - 2023年、コアラちゃん、おばあさん、さおとめ / さおとめショーコ、ネコにゃんこ、パグミ 他）
- 人外さんの嫁（火鞍川担任、生徒）

2019年
- 七つの大罪 神々の逆鱗（デンゼル〈少年〉）

2020年
- 異種族レビュアーズ（ミミロ）

2021年
- SHAMAN KING（喪助〈少年〉）
- トロピカル〜ジュ!プリキュア（林田ゆきえ）
- サクガン（羊のトニー）
- 王様ランキング（2021年 - 2023年、少年、ギガンテスの子供） - 2シリーズ

2022年
- 平家物語（月）

2023年
- 天国大魔境（イワ）
- おとなりに銀河（少年）
- 聖剣学院の魔剣使い（ディーン）

2024年
- オーイ!とんぼ（ユウマ） - 2シリーズ
- 終末トレインどこへいく?（西吾野男子）
- 魔導具師ダリヤはうつむかない（ヴォルフ幼少）
- ダンダダン（小学生男子）
- 忍たま乱太郎（忍たま）

### 劇場アニメ
- きみの声をとどけたい（2017年）
- 映画 おしりたんてい シリーズ（2019年 - 2024年、べにこいも、スフーレ島の子供たち、さおとめショーコ、コアラちゃん、シマリス警備員 他） - 7作品[一覧 3]
- Gのレコンギスタ II ベルリ 撃進（2020年、女声）
- 好きでも嫌いなあまのじゃく（2024年、はると）

### Webアニメ
- マウスどうぶつえん（2018年 - 、コノハズクのさとみ）
- TIGER & BUNNY 2（2022年、女性客）
- LUPIN ZERO（2022年、同級生A）
- SAND LAND: THE SERIES（2024年、フォレストランド国民）

### ゲーム
2012年
- シェルノサージュ〜失われた星へ捧ぐ詩〜
- スクール・ウォーズ
- ハローキティといっしょ!（天風みさき）

2014年
- 白猫プロジェクト（フリージア、ティッツァーノ）

2016年
- ペルソナ5

2019年
- ペルソナ5 ザ・ロイヤル
- SDガンダム GGENERATION CROSSRAYS（一般兵ボイス〈少年兵B〉）

2020年
- ラストピリオド -終わりなき螺旋の物語-（リベリオ、浴衣ネロ）
- ドラゴンクエストX いばらの巫女と滅びの神 オンライン（ウェブニー）

2021年
- エクリプスサーガ（源氏）

### 吹き替え
- 史上最悪の学園生活（2017年、ジョージア・カッチャドリアン）
- ハーレーはド真ん中（2017年、ルーイ）
- 101匹わんちゃんストリート（2019年、ビッグ・フィー、ロキシー 他[11]）
- カウンターパート/暗躍する分身（2019年）
- 幸福路のチー（2019年、シェンエン[12]）

### その他
- デジコロ うごくまんが ケシカスくん（エンピツ）
- 絵本「雲の森のマーカス」 PV（2017年、TT〈ティーティー〉[13]）
- カーリング部、番外編。「カーリング部のゆるーい日常」（2021年、庵原穂香[14]）
- 漫画「六とゆき」ボイスコミック（2021年、ゆき[15]）

### シリーズ一覧
1. ↑  第1作（2021年 - 2022年）、第2作『勇気の宝箱』（2023年）
2. ↑  第1期（2024年）、第2期（2024年）
3. ↑  『映画 おしりたんてい カレーなる じけん』（2019年）、
『映画 おしりたんてい テントウムシいせきの なぞ』（2020年）、
『映画 おしりたんてい スフーレ島のひみつ』（2021年）、
『映画おしりたんてい シリアーティ』（2022年）、
『映画おしりたんてい 夢のジャンボスイートポテトまつり』（2022年）、
『映画おしりたんてい さらば愛しき相棒（おしり）よ』（2024年）、
『映画おしりたんてい なんでもかいけつ倶楽部 対 かいとうU』（2024年）